# Snead (Alabama)
Snead város az USA Alabama államában, Blount megyében. Lakosainak száma 1032 fő (2020. április 1.).

## Népesség
A település népességének változása:

| 2010 | 835   |
| 2020 | 1 032 |